# Municipio V
Municipio V (Monte Sacro) is een stadsdeel met ongeveer 185.000 inwoners in het noordoosten van de stad Rome.

## Onderverdeling
Tiburtino (deel), Pietralata, Collatino (deel), Ponte Mammolo, S. Basilio; Zone: Settecamini, Tor Cervara (deel), Tor Sapienza (deel), Acqua Vergine (deel).